# 8329 Speckman
8329 Speckman este un asteroid din centura principală, descoperit pe 22 martie 1982, de H. Debehogne.